# Арпаизе
Арпаѝзе (на италиански: Arpaise) е село и община в Южна Италия, провинция Беневенто, регион Кампания. Разположено е на 410 m надморска височина. Населението на общината е 858 души (към 2010 г.).